# Нічний гість
«Нічний гість» — соціально-етична кіноновели режисера Володимира Шределя, знята на кіностудії Ленфільм за однойменним оповіданням Юрія Нагибіна в 1958 році.

## Зміст
На березі мальовничого озера живуть постояльці літньої жінки разом із її родиною. Коли з'являється Пал Палич, то його чарівність підкорює всіх мешканців, за винятком полковника у відставці, Миколи Семеновича. Як виявилося, саме Микола Семенович був правий щодо Пал Палича, який виявився мерзенним типом, що думає тільки про себе, своє задоволення і вигоду.

## Ролі
- Інокентій Смоктуновський — Пал Палич
- Георгій Жженов — Сергій Петрович, художник
- Микола Єлізаров — Микола Семенович, полковник у відставці
- Любов Соколова — Катерина
- Валентина Пугачова — Любаша
- Ігор Єфімов — Федя, наречений Люби
- Михайло Глузський — Єгор, колишній чоловік Катерини
- Олександра Панова — бабка Юля
- Юра Лепьошкин — Васьок, син Катерини
- Таня Хабло — Машенька, дочка Катерини

## Знімальна група
- Автор сценарію: Юрій Нагибін
- Режисер-постановник: Володимир Шредель
- Оператор-постановник: Володимир Бурикін
- Композитор: Надія Симонян
- Художник-постановник: Абрам Векслер
- Режисер: Л. Карасьова
- Звукооператор: А. Шаргородський
- Монтаж: М. Бернадська
- Редактори: Х. Елкен, А. Донато
- Директор: М. Генденштейн

## Технічні дані
- Звичайний формат
- Чорно-білий
- 58 хвилин